# Campeonato Europeu de Voleibol de Praia Sub-22
Campeonato Europeu de Voleibol de Praia Sub-22 (CEV U22 Beach Volleyball European Championship) é a competição de voleibol de praia do continente Europeu na categoria Sub-22 organizada pela Confederação Europeia de Voleibol (CEV) em ambos os naipes.Iniciada em 1999 com a nomenclatura "Campeonato Europeu de Voleibol de Praia Sub-23", não disputado em 2002, e a partir de 2013 foi renomeada para "Campeonato Europeu de Voleibol de Praia Sub-22"